# Eppur si muove

És mégis mozog, a Föld a Nap körül kering

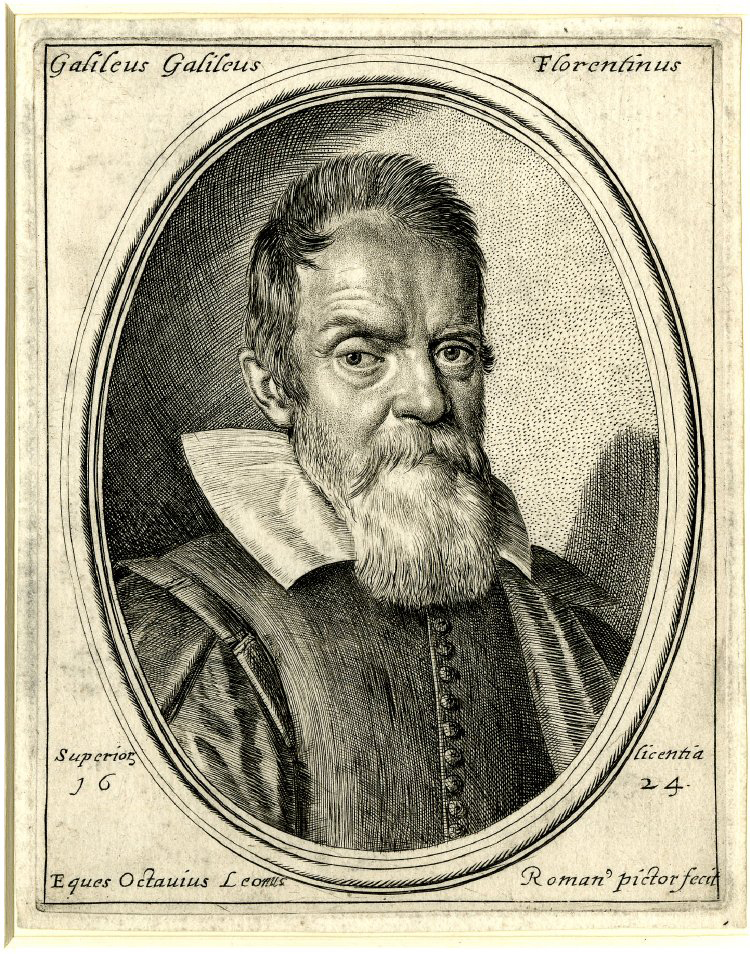
Galileo Galilei, akitől a legenda szerint az Eppur si muove (És mégis mozog (a Föld)) szállóige származik

Az Eppur si muove vagy E pur si muove olasz eredetű szállóige – szó szerinti jelentése: És mégis mozog (a Föld) – a legenda szerint a híres olasz csillagász, filozófus és fizikus Galileo Galileitől származik, amelyet röviddel halála (1642. január 8.) előtt mondott ki. Ezzel újra megerősítette az elméletét – amelyet az inkvizíció nyomására korábban kénytelen volt visszavonni – arról, hogy a Föld a Nap körül kering.
Abban az időben még az volt az uralkodó nézet, amit a keresztény teológia is vallott, miszerint a Föld mozdulatlan és tulajdonképpen a világegyetem középpontja. Egy elfogadható magyarázat nélküli új nézet tényként való terjesztését és a Biblia ezzel kapcsolatos önkényes átértelmezését eretnekségnek tekintették, ami akár halálbüntetést is vonhatott maga után. Nézeteiért Galilei a tárgyalása után kilenc évig, haláláig házi őrizetben volt. Hahner Péter történész véleménye szerint Galileit nem üldözték volna, ha csak csillagászati hipotézisként ismerteti nézeteit, és nem gúnyirat formájában támadja meg vele a pápaságot. „Érdemes azonban megemlíteni, hogy az ítéletet nem a pápa, hanem az inkvizíció nevében adták ki, vagyis nem tévedhetetlen döntésként. Egyes kortárs tudósok, mint Descartes, Gassendi és Mersenne ezt úgy értelmezhették, hogy a heliocentrikus világkép elítélése nem hittétel.”
Az általános nézet szerint Galilei nem ejthette ki a mondatot a tanainak nyilvános visszavonása után.  A híres mondatot sokáig 18. századi leleménynek gondolták. Némely forrás szerint van arra bizonyíték, hogy barátainak később valóban kimondhatta. Michael Hesemann Sötét alakok című művében ezzel szemben azt állítja, hogy a szállóige valójában az utókor elmeszüleménye; először egy 1645-ös festményen tűnt fel, amely a Murillo-iskolában készült, és Galileit valódi börtönben ábrázolja – olyan helyen, ahol sohasem fordult meg.
A szabadgondolkodó, radikális szellemű Galilei Kör tagjai Galileiről nevezték el az egyesületüket.

## Híres utalások
- Jókai Mór Eppur si muove. És mégis mozog a föld címmel írt regényt (1872-ben jelent meg Pesten)
- Az X-akták című filmsorozat „Terma” című részének „szlogenje” a többi részből megszokott „Az igazság odaát van” mondat helyett
- A német Haggard együttes leghíresebb albuma, amely többek közt Galilei dilemmájával foglalkozik